# Ludowy Komisariat Budownictwa Wojskowego ZSRR
Ludowy Komisariat Budownictwa Wojskowego ZSRR (ros. Народный комиссариат по строительству военных и военно-морских предприятий СССР – НКСВВМП) – w 1946 jeden z urzędów centralnych w ZSRR, odpowiednik ministerstwa, który nadzorował budownictwo wojskowe.
Powstał 19 stycznia 1946 przez wydzielenie z Ludowego Komisariatu Budownictwa ZSRR. W czerwcu 1946 zmieniono mu nazwę na Ministerstwo Budownictwa Wojskowego ZSRR (Министерство строительства военных и военно-морских предприятий СССР, Минвоенморстрой СССР), które funkcjonowało do 9 marca 1949.

## Ludowi Komisarze
- 1946–1947 – Siemion Ginzburg
- 1947–1949 – Nikołaj Dygaj